# Louis de Lorraine (1500-1528)
Pour les articles homonymes, voir Louis de Lorraine.
Louis de Lorraine, né à Bar-le-Duc le 27 avril 1500, mort le 23 août 1528, fut évêque de Verdun de 1508 à 1522, puis comte de Vaudémont.

## Biographie
Il est le fils de René II, duc de Lorraine et de Bar, et de Philippe de Gueldre.
Destiné à l'Église, il est pourvu en 1508 de l'évêché de Verdun et en 1512 de l'abbaye de Saint-Mihiel. En 1520, il assiste à l'entrevue du Camp du Drap d'Or.
Il renonce à la carrière ecclésiastique en 1522, et, quatrième fils du duc il est nommé comte de Vaudémont.
Il accompagne le roi de France François Ier en Italie et combat à Pavie en 1525. Il tente sans succès de libérer le roi pendant le transfert de ce dernier hors du Milanais. La même année, il est présent dans la Guerre des Paysans en Lorraine et en Alsace, aux côtés de ses frères Antoine et Claude. En 1528, il participe à une autre expédition contre le royaume de Naples, mais tombe malade pendant le siège de Naples et meurt de la peste à l'âge de 28 ans.

Armoiries des comtes de la maison d'Alsace (1070-1355).
Blason des comtes de Vaudémont de la maison de Lorraine (1393-1473).
Blason du duché de Lorraine.

## Source
- Georges Poull, La Maison ducale de Lorraine, Nancy, Presses universitaires de Nancy, 1991, 575 p. [détail de l’édition] (ISBN 2-86480-517-0)